# Manduca blackburni

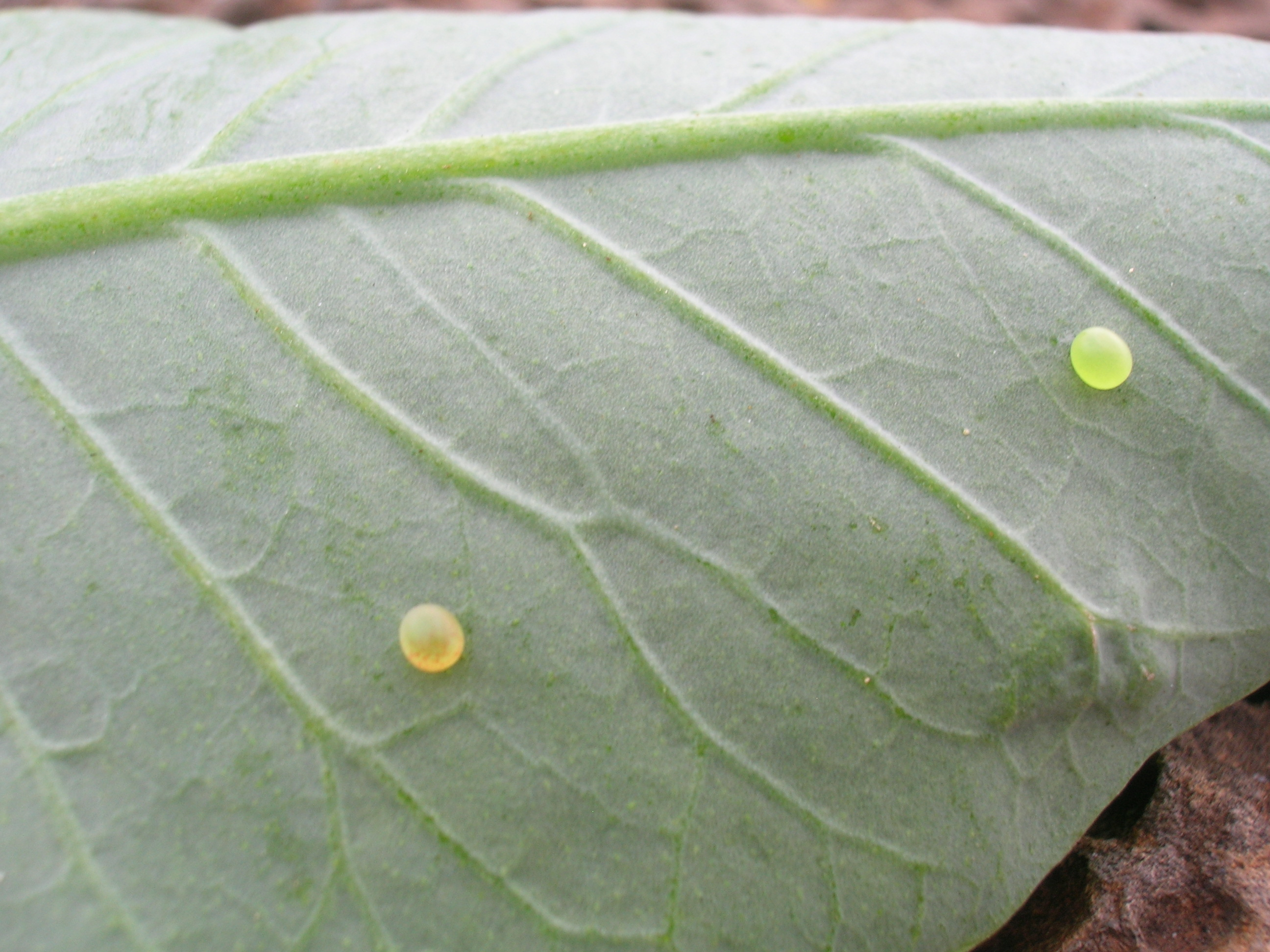
Eggs

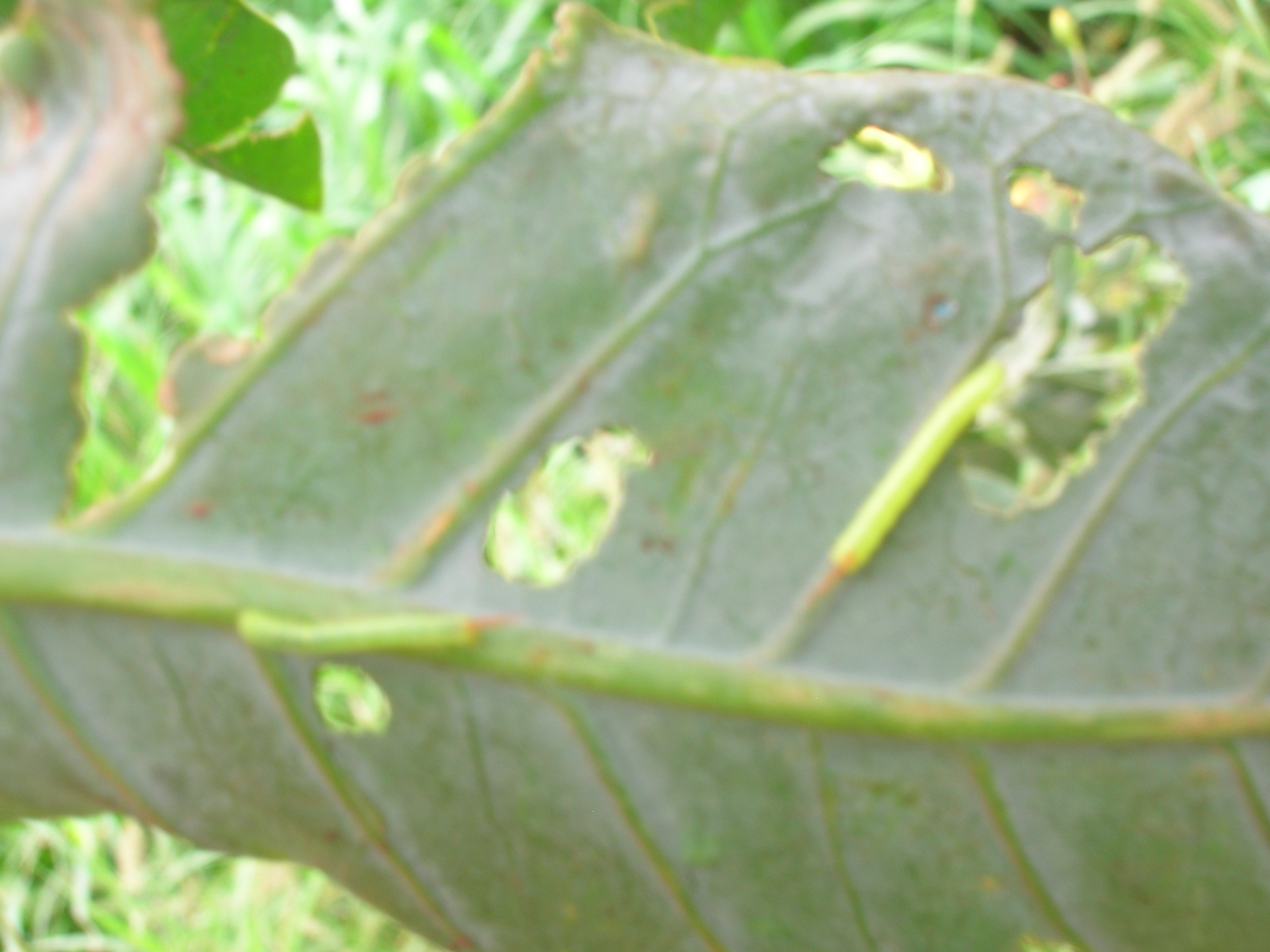
Feeding damage

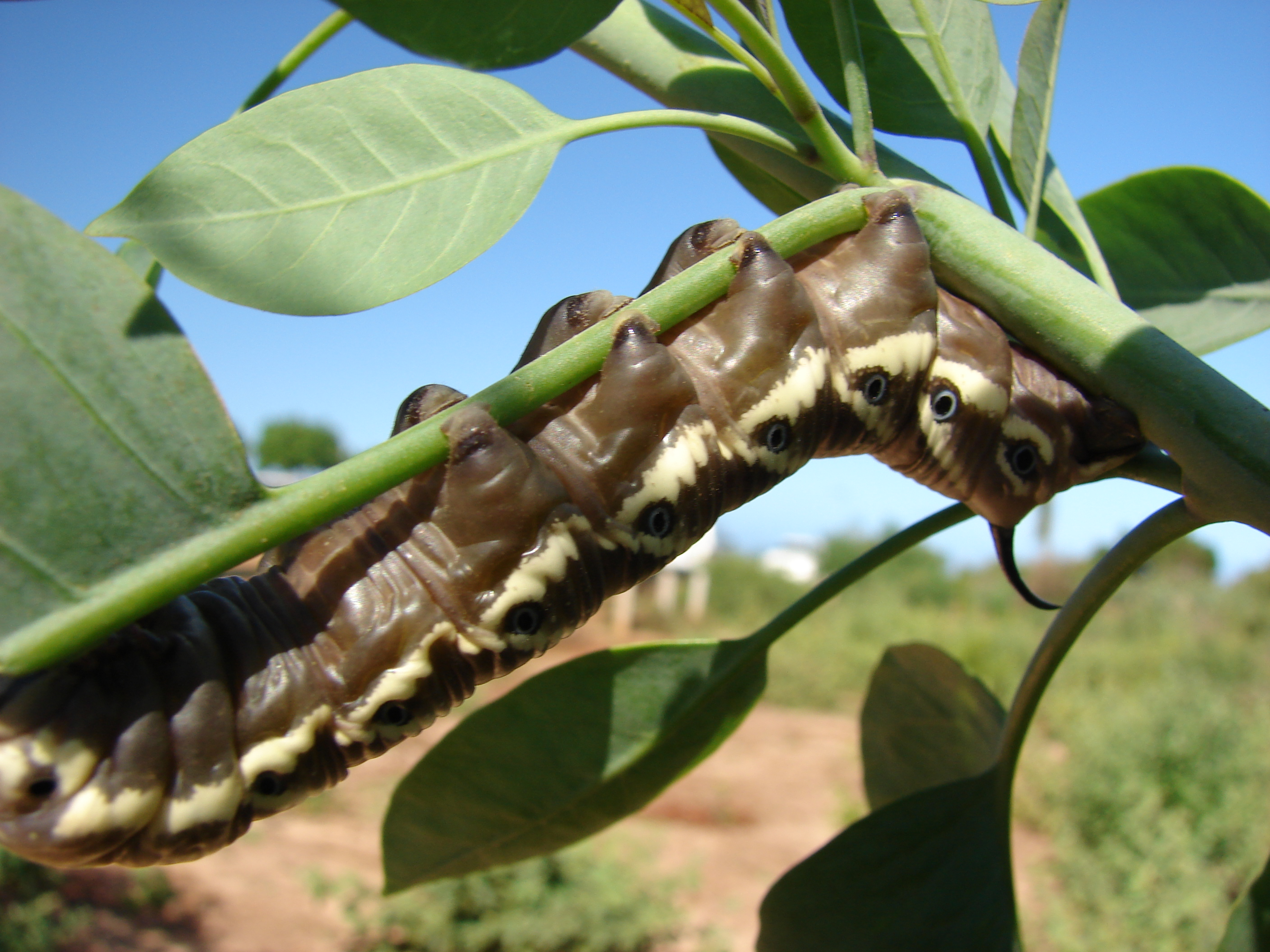
Caterpillar

Manduca blackburni, thường gọi là Blackburn's Sphinx Moth, Hawaiian Tomato Hornworm hay Hawaiian Tobacco Hornworm, là một loài bướm đêm thuộc họ Sphingidae. Nó là loài đặc hữu của Hawaii. Trước đây, nó có mặt phổ biến trên tất cả các đảo chính, và hiếm gặp ở Maui, Đảo lớn, và Kahoʻolawe.

## Hình ảnh

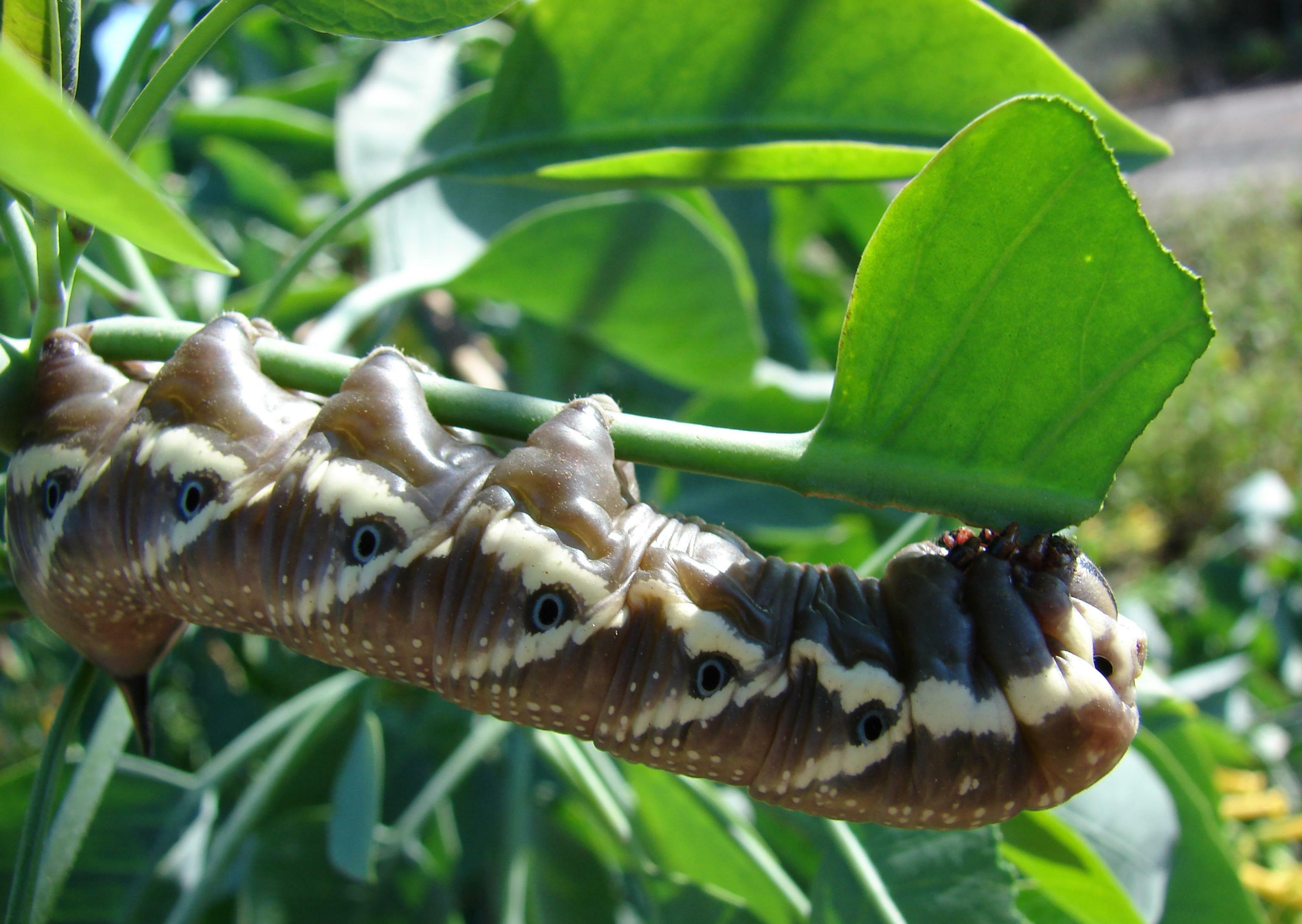
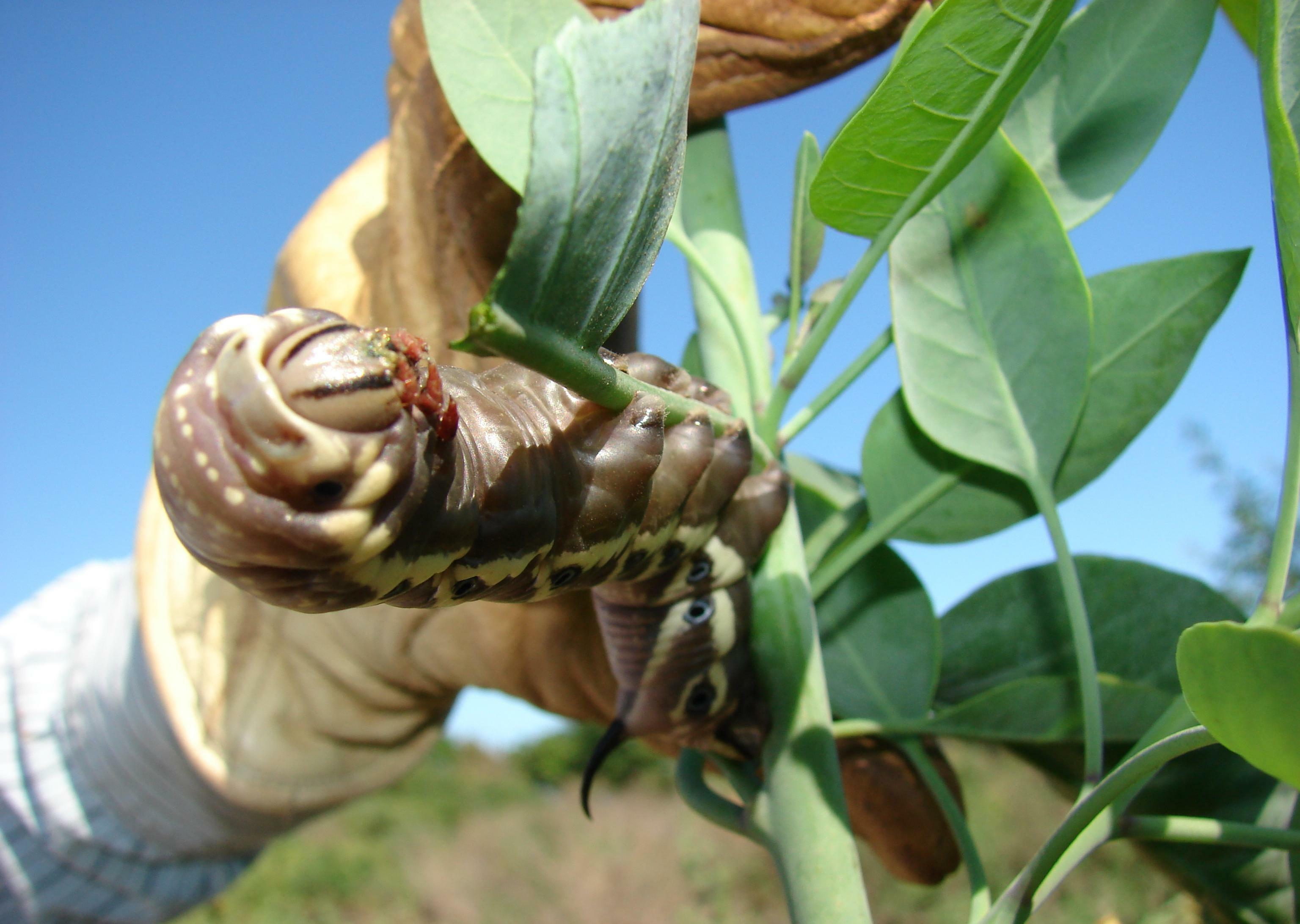
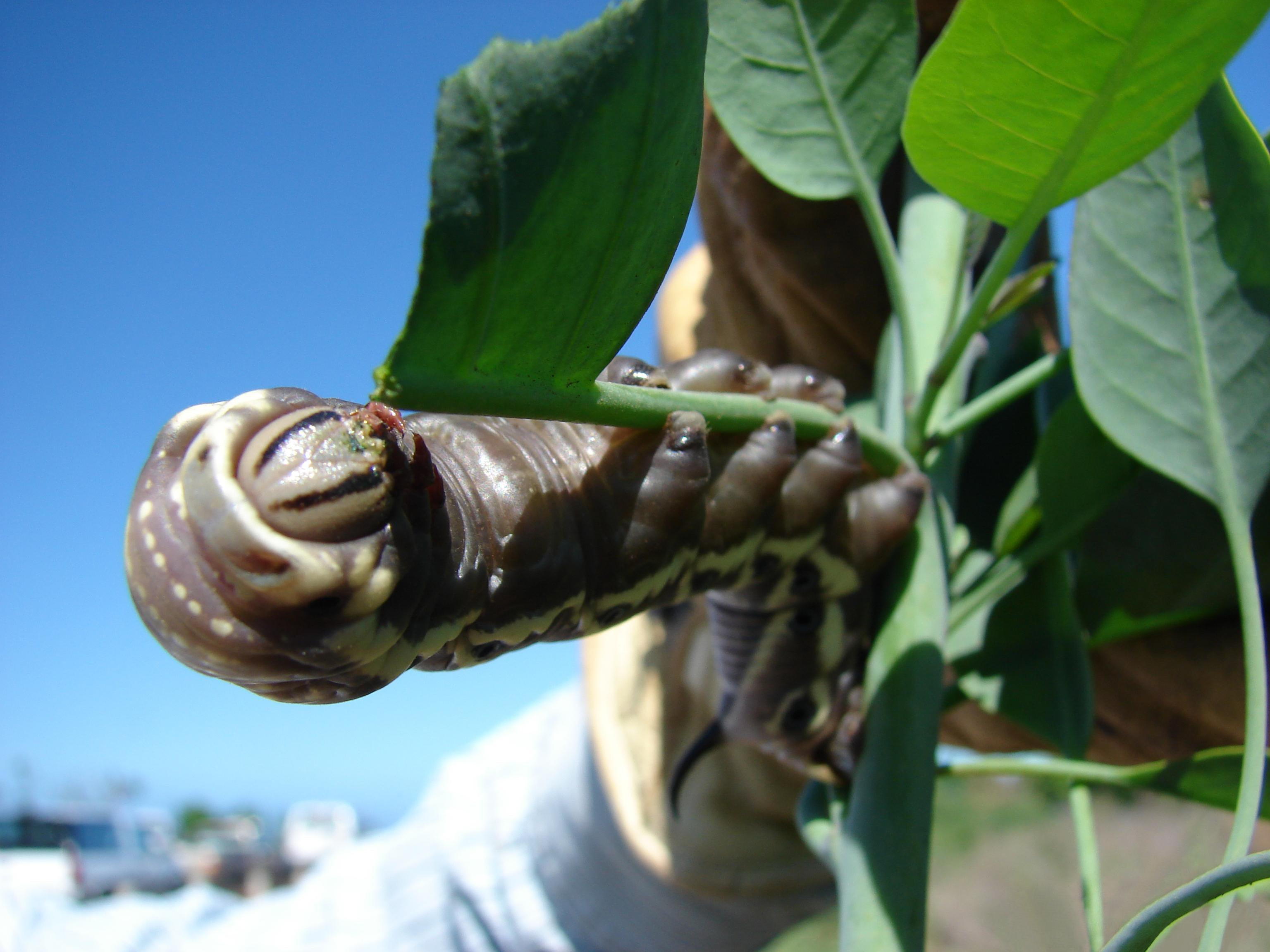
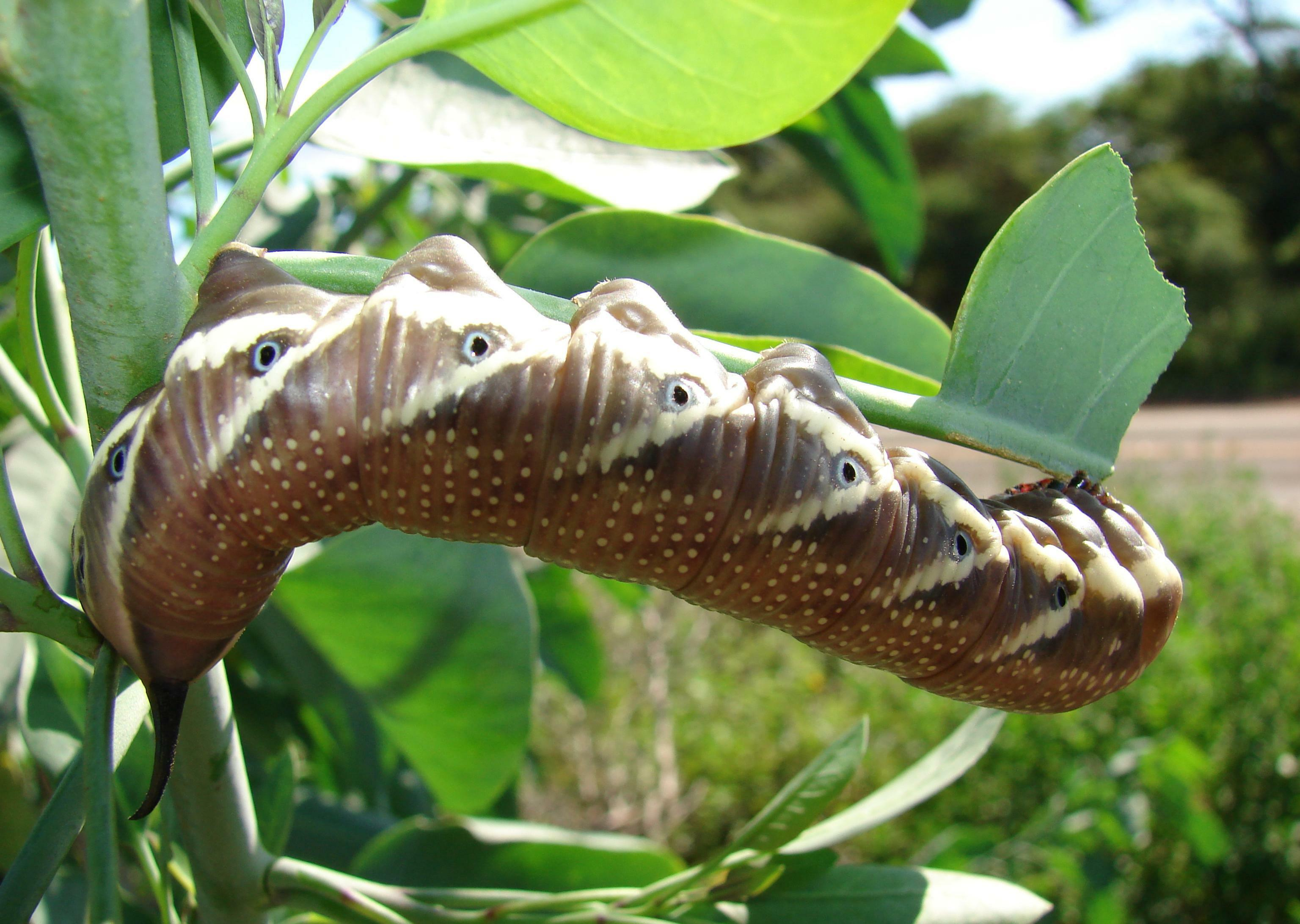